# Kevin Carl Rhoades

Wappen von Kevin Carl Rhoades

Kevin Carl Rhoades (* 26. November 1957 in Mahanoy City, Pennsylvania) ist ein römisch-katholischer Geistlicher und Bischof von Fort Wayne-South Bend.

## Leben
Seine Schulzeit verbrachte Rhoades im Libanon, wo er die Lebanon Catholic High School besuchte. Rhoades studierte für zwei Jahre römisch-katholische Theologie und Philosophie an der Mount St. Mary’s University in Emmitsburg, Maryland, danach wechselte er an das St. Charles Borromeo Seminary in Wynnewood, Pennsylvania. Von 1979 bis 1983 studierte er in Rom am Päpstlichen Nordamerika-Kolleg der Päpstlichen Universität Gregoriana. Am 22. April 1982 wurde Rhoades durch den Erzbischof von New York, Terence James Kardinal Cooke zum Diakon und am 9. Juli 1983 durch Weihbischof William Henry Keeler zum Priester des Bistums Harrisburg geweiht.
Papst Johannes Paul II. ernannte ihn am 14. Oktober 2004 zum Bischof von Harrisburg. Seine Bischofsweihe empfing er am 9. Dezember 2004 vom Erzbischof von Philadelphia, Justin Francis Kardinal Rigali. Mitkonsekratoren waren der inzwischen zum Erzbischof von Baltimore und Kardinal ernannte William Henry Keeler und der Bischof von Phoenix, Thomas James Olmsted. Sein Wahlspruch lautete: Veritatem In Caritate (Eph 4,15 ).
Papst Benedikt XVI. ernannte Rhoades am 14. November 2009 zum Bischof von Fort Wayne-South Bend. Die Amtseinführung folgte am 13. Januar des nächsten Jahres.